# Zhangduo
Zhangduo (kinesiska: 章多, 章多乡) är en socken i Kina. Den ligger i den autonoma regionen Tibet, i den sydvästra delen av landet, omkring 37 kilometer öster om regionhuvudstaden Lhasa. Antalet invånare är 3 958. Befolkningen består av 1 806 kvinnor och 2 152 män. Barn under 15 år utgör 23,0 %, vuxna 15-64 år 71 %, och äldre över 65 år 5,0 %.
Genomsnittlig årsnederbörd är 865 millimeter. Den regnigaste månaden är juli, med i genomsnitt 244 mm nederbörd, och den torraste är december, med 2 mm nederbörd.